# Formula–1 vietnámi nagydíj
A Formula–1 vietnámi nagydíjat 2020-tól rendezték volna meg a Hanoi Street Circuiton, de a 2020 elején kitört koronavírus-világjárvány miatt a 2020-as szezon első futamát törölték, majd ezt követően további három futamot, köztük a vietnami versenyt is. A későbbi, átalakított naptárba nem került be, így a vietnami nagydíj csak 2021-ben mutatkozott volna be, de ismét eltörölték belpolitikai okok miatt. Megrendezése valószínűleg soha nem fog megvalósulni.

## Futamgyőztesek
| Év   | Versenyző | Konstruktőr | Pálya   | Összefoglaló |
| ---- | --------- | ----------- | ------- | ------------ |
| 2021 | törölve   | törölve     | törölve | törölve      |
| 2020 | törölve   | törölve     | törölve | törölve      |